# Цензорка (фільм, 2021)
«Цензорка» (словац. Cenzorka, англ. Censor) робочі назви 107 матерів (англ. 107 Mothers), Цензори (англ. Censors), та Оберіг (англ. Amulet) — російськомовний художній фільм 2021 року словацького режисера Петера Керекеша, знятий у ко-продукції Словаччини, Чехії та України. Фільм став дебютною художньою повнометражною стрічкою для режисера.
Світова прем'єра фільму відбулася 1 вересня 2021 року у конкурсній програмі Orizzonti 78-го Венеційського кінофестивалю.

## Синопсис
Фільм розповідає історію молодої жінки Люби, яку було засуджено до шести років ув'язнення за вбивство свого зрадливого чоловіка. Після народження сина Колі вона відбуває покарання в одеській тюрмі. Люба не хоче, щоб її дитина опинилася в сиротинці, доля яку чекає всіх дітей ув'язнених після того, як їм виповниться три роки. У в'язниці Люба зустрічає Ірину, 40-річну жінку, яка працює охоронцем у цій тюрмі. Ірина бачить у цій ситуацію нову можливість для себе.

## Творча команда
У виробництві фільму брали участі наступні митці:
- Режисер: Петер Керекеш
- Продюсер: Іван Остроховський
- Сценаристи: Іван Остроховський, Петер Керекеш
- Оператор-постановник: Мартін Коллар
- Редактор: Томаш Ернст
- Костюми: Поліна Савіна, Катріна Холла
- Звук: Тобіаш Поточний, Міхал Ґабор

## Мова фільму
Фільм знятий повністю російською мовою. У серпні 2021 року в інтерв'ю журналісту Лук'яну Галкіну для UA:Суспільне на запитання чому фільм знято не українською, а російською мовою, режисер стрічки Петер Керекеш зазначив, що це було зроблено зумисно аби "дотриматися документальної стилістики".

## У ролях
| Актор                | Роль                  |
| -------------------- | --------------------- |
| Марина Клімова       | Леся                  |
| Ірина Кірязєва       | Ірина                 |
| Любов Василина       | Надя                  |
| В'ячеслав Виговський | Коля                  |
| Олександр Михайлов   | Саша                  |
| Ірина Токарчук       | мати вбитого чоловіка |
| Раїса Роман          | мати Ірини            |

## Виробництво
Фільм знято словацькою кінокомпанією Punkchart films. Компаніями співвиробниками виступили endorfilm (Чехія), Arthouse Traffic (Україна), RTVS (Словаччина), E-S Production (Словаччина).

### Кошторис
Загальний кошторис фільму було заявлено розміром у ₴28,5 млн гривень (€1.0 млн євро). Виробництво фільму профінансували Аудіовізуальний фонд Словаччини, Eurimages, МЕДІА підпрограма Креативної Європи, Чеський кінофонд Міністерства культури Чехії, Міністерство культури України, RTVS, та Punkchart Film.
У своїх документах Аудіовізуальний фонд Словаччини позиціонує стрічку як створену на 69,76% словацькою стороною, на 19,49% чеською стороною та на 10,75% українською стороною.

#### Фінансування розробки, пре-предакшену та постпродакшену
Наприкінці 2014 року проєкт фільму (на той час документального) отримав €25 тис. євро від МЕДІА підпрограми Креативної Європи та €15 тис. від Аудіовізуального фонду Словаччини на розробку фільму "Цензори".
У липні 2017 року проєкт фільму став переможцем секції Work in Progress Міжнародного кінофестивалю у Карлових Варах й отримав нагороду загальною вартістю у €100 тис. євро / $114 тис. дол. США; у ці гроші входять витрати на постпродакшн у компаніях UPP та Soundsquare, а також €10 тис. євро / $11,4 тис. дол. США готівкою від Barrandov Studio.
У липні 2018 року проєкт фільму став переможцем секції Work in Progress Міжнародного кінофестивалю в Одесі й отримав нагороду загальною вартістю у €2 тис. євро; у ці гроші входять витрати на авіаквитки, номіналом у розмірі €2 тис. євро.

#### Фінансування фільмування
У липні 2017 року фільм отримав €300 тис. євро фінансування від Аудіовізуального фонду Словаччини (30,0% від загального кошторису у €1,0 млн євро). Загальний кошторис тоді заявлявся розміром у ~€0,8 млн євро.
Наприкінці 2017 році фільм отримав 3 млн чеських крон фінансування від Чеського кінофонду Міністерства культури Чехії (11,8% від загального кошторису у €1,0 млн євро). Загальний кошторис тоді заявлявся розміром у ~€0,8 млн євро / 20,5 млн чеських крон.
У червні 2018 року фільм брав участь в конкурсному відборі Міністерства культури України для надання державної фінансової підтримки на виробництво та розповсюдження фільмів патріотичного спрямування. З середнім балом 41,2 фільм потрапив до списку 69 фільмів які отримають фінансову підтримку від Мінкульту. Від Мінкульту творці фільму отримали державну фінансову підтримку у розмірі ₴2,9 млн гривень (10,1% від загального кошторису у €1,0 млн євро). Загальний кошторис тоді заявлявся розміром у ~€0,9 млн євро / ₴28,5 млн гривень.
У липні 2019 року фільм отримав €140 тис. євро фінансування від Eurimages (14,0% від загального кошторису у €1,0 млн євро). У пресрелізі Eurimages стрічку було заявлено як документальну, а не художню.
У серпні 2019 року фільм отримав фінансову підтримку від словацької публічної телекомпанії RTVS.

### Ідея
Початково у 2014 році режисер стрічки збирався зробити документальний фільм про цензорів у різних культурах, їх цінності та норми. Відповідно, режисер у 2014 році в інтерв'ю ЗМІ заявляв що "аби знайти цих цензорів [з різних культур], які охороняють ці цінності та втілюють в життя ці норми, команда планує зробити кілька подорожей у різні країни. Ми зустрінемо цензорів з усього світу — від Європи до Росії до Арабського світу до Азії та до Америки. Після початкових зйомок в Україні в Одесі, творці вирішили зробити замість документальної стрічки повнометражний художній фільм.

### Фільмування
Стрічку фільмували в Одесі у липні-серпні 2019 року в державній установі «Чорноморська виправна колонія №74». До 2020 року у цій колонії перебували засуджені жінки, які відбували покарання вперше. Ця колонія була однією з двох в Україні, де покарання відбувають вагітні та жінки з новонародженими дітьми. Жінки могли перебувати разом з дітьми до досягнення ними трирічного віку. У 2020 році Міністерство юстиції вирішило закрити вісім установ виконання покарань, серед них опинилася і Чорноморська виправна колонія №74. 
Зйомки окремих епізодів відбувалися на курорті Куяльник, у місті — на Потьомкінських сходах, канатній дорозі. У листопаді 2019 року завершилася редагування стрічки, але повністю виробництво фільму завершилося лише весною 2020 року. Майже уся стрічка була знята в одеській тюрмі зі справжніми одеськими в'язнями та працівниками колонії, відповідно кінцевий кінопродукт став чимось на перетині між документальною та художньою стрічкою. В основі фільму — багато реальних історій увʼязнених жінок. 

До зйомок в одеській тюрмі, автори стрічки побували у різних вʼязницях України, збираючи матеріал. В Одесі режисер познайомився з Іриною Кіріязєвою, яка працювала оперативною працівницею колонії №74.
«Я закохався у неї як у героїню. Вона дуже цікава жінка, і те як вона працює, і те яка вона у житті. Іноді вона може бути жорстокою, але також дуже приємною. Вона чудово підходила на цю роль і ми вирішили поставити її у центр фільму. Тож ми почали знімати фільм про неї у ролі цензорки. Звісно, це лише частина її справжньої роботи, але у фільмі — це її головне завдання», — казав в інтервʼю режисер стрічки Петер Керекеш. 
Так Ірина Кіріязєва стала однією з головних героїнь стрічки й зіграла одну з головних ролей. А сам проєкт з документального дослідження перетворився на художній фільм. 

## Реліз
У липні 2021 року стало відомо, що міжнародним дистриб'ютором стрічки стала компанія Films Boutique.
Світова кінофестивальна прем'єра стрічки відбулася 1 вересня 2021 року у конкурсній програмі Orizzonti 78-го Венеційського кінофестивалю, де фільм отримав нагороду за найкращий кіносценарій серед фільмів секції Orizzonti.